# Guamo (Capannori)
Guamo è una frazione del comune italiano di Capannori, nella provincia di Lucca, in Toscana. È posta a sud del centro abitato di Lucca.

## Storia

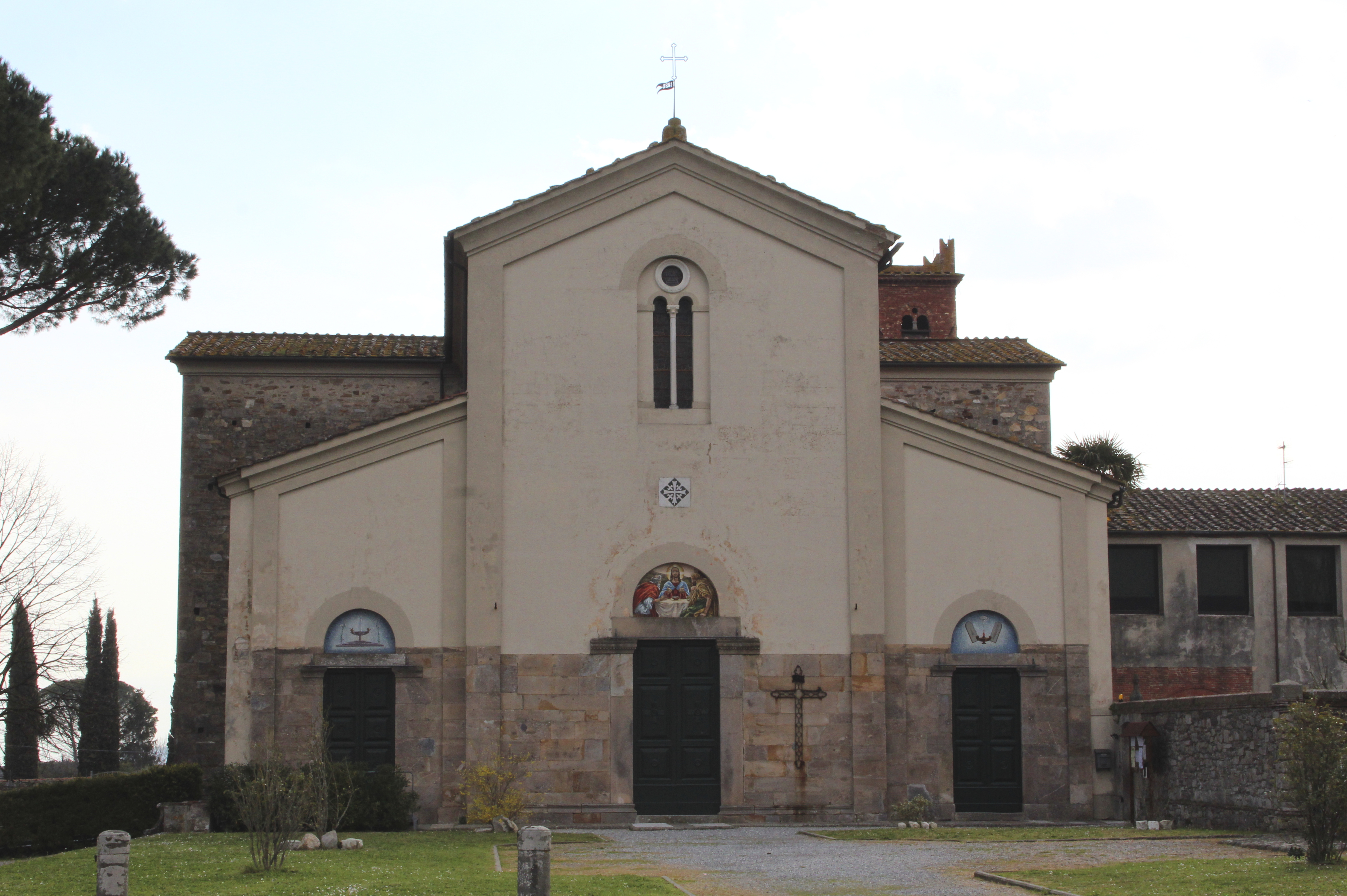
La chiesa di San Michele

Il nome di Guamo prende il nome dal longobardo Wlamo o Wamo e risalgono al VIII secolo i primi insediamenti. Zona un tempo paludosa, fu bonificata dai romani.
Risalgono ai longobardi i primi edifici religiosi come la cappella dei Santi Cassiano e Ippolito e la chiesa di San Quirico. Risale al 1023 invece il monastero di San Michele, ricordato in un estimo del 1260 dove viene menzionato il "Monasterium S.Michaelis de Guamo". Proprio a causa della massiccia presenza di monasteri sul territorio, venne innalzato nei pressi del centro abitato il cosiddetto Ponte dei frati, lungo il corso del canale Ozzeri, che metteva in collegamento Guamo con la vicina Lucca. Il complesso fu ridotto in rovina intorno al 1380 a causa delle guerre tra Lucca e Pisa. Successivamente fu affidato ai monaci cappuccini e a partire dalla peste del 1630 una parte è stata adibita a lazzeretto. Il monastero venne definitivamente chiuso nel 1808 da decreto di Elisa Baciocchi. La chiesa a croce latina attuale è frutto dei rimaneggiamenti nel 1891 e insiste sui resti della sala capitolare dell'epoca.
La costruzione più famosa di Guamo è l'acquedotto Nottolini, costruito tra il 1822 ed il 1832. Nella parte terminale delle arcate è presente il tempietto di Guamo in cui confluiscono le varie opere di presa di Vorno.
Si è sviluppato alla fine del XX secolo un importante polo industriale e artigianale di 30 ettari con più di 70 aziende attive sia nel settore secondario che nel terziario.
Guamo è conosciuta anche per le cave di quarziti bianco rosate, usate in vari edifici e pavimentazioni pubbliche.

## Monumenti e luoghi d'interesse
- Chiesa di San Michele
- Chiesa di San Quirico in Casale
- Tempietto di Guamo, parte terminante delle arcate dell'acquedotto Nottolini